# Fredensborg (Schiff)
Die Fredensborg war eine Frachtschiff der Dänisch-Westindischen Kompanie („Vestindisk-Guineisk Kompagni“). Das Schiff wurde 1752 oder 1753 in Kopenhagen gebaut und zunächst unter dem Namen Cron Prindz Christian in Dienst gestellt und im transatlantischen Dreieckshandel eingesetzt.

## Geschichte
Im Jahre 1756 wurde das Schiff in Fredensborg umbenannt und kam unter das Kommando von Kapitän Espen Kiønigs.
Das Schiff stach im Juni 1767 von Kopenhagen aus in See zu einer erneuten Fahrt auf der transatlantischen Dreiecksroute. Das Schiff hatte auf dieser Fahrt 40 Mann Besatzung, darunter den Schiffassistenten Christian Andreas Hoffman als Rechnungsführer der Kompanie und Joch Christopher Sixtus als Schiffsarzt. Das Schiff war mit zehn 4-Pfündern und diversen kleinerkalibrigen Schusswaffen ausgerüstet. Im Laderaum befanden sich noch 40 weitere Kisten mit Handfeuerwaffen, 32.000 Feuersteine, Eisenstangen, Schuhe, Textilien, mit karibischen Korallen besetzte Halsbänder sowie große Mengen an Spirituosen, Wein und Schießpulver.
Die Fahrt führte zunächst nach Christiansborg auf der Dänischen Goldküste. Sieben Monate lang lag das Schiff auf der Reede vor Accra, wobei mehrere Besatzungsmitglieder an Tropenfieber bzw. im Zusammenhang mit Unfällen starben, unter ihnen auch Kapitän Kiønig und sein Erster Offizier. Der Steuermann Johan Frantzen Ferentz übernahm daraufhin das Kommando über das Schiff. Am 23. April 1768 lichtete man wieder Anker und stach Richtung Saint Croix (Dänisch-Westindien) in See. Neben Gold und Elfenbein waren jetzt auch 265 Sklaven an Bord. Die Mannschaft war durch Todesfälle stark dezimiert. Um eine sichere Navigation zu gewährleisten, waren auch einige Sklaven als Decksklaven übernommen worden. Auch hatte das Schiff einige Passagiere an Bord, darunter auch eine Frau.
Man fuhr zunächst in östlicher Richtung, um dann von São Tomé aus unter Ausnutzung der äquatorialen Meeresströmungen nach Norden und Westen zu segeln. Am 17. oder 18. Juli 1768 war man dann in Christiansted auf St. Croix, wo alle Sklaven verkauft wurden.
Auf der Rückreise nach Europa lief jedoch die Fredensborg am 1. Dezember 1768 im Sturm vor der südnorwegischen Küste bei Tromøya in der Nähe von Arendal auf Grund und sank. Die Ladung zum Zeitpunkt des Untergangs bestand überwiegend aus Elfenbein und Tropenholz (Brasilholz und andere Edelhölzer).
Das Schiffswrack der Fredensborg wurde im September 1974 von Tauchern entdeckt. Über die letzte Reise der Fredensborg existiert eine Ausstellung im Kulturhistorischen Center von Aust-Agder („Aust-Agder kulturhistoriske center“) in Arendal, aber auch das Nationalmuseum von Ghana und das Museum von St. Croix erinnern in ihren Ausstellungen an die Fredensborg.